# Yoon Mee-hyang
En aquest nom coreà, el cognom és Yoon.
Yoon Mee-hyang   (Namhae, 23 d'octubre de 1964) és una activista dels drets humans, política i escriptora sud-coreana. Va ser directora del Consell Coreà per a la Justícia i el Record dels Problemes de l'Esclavitud Sexual Militar per part del Japó, una organització dedicada a la defensa de les antigues dones de conhort, que van ser obligades a l'esclavitud sexual durant la Segona Guerra Mundial per part l'Imperi Japonès. És autora de 25 Years of Wednesdays: The Story of the "Comfort Women" and the Wednesday Demonstrations.
L’abril de 2020, Yoon va ser escollida com diputada demòcrata de l'Assemblea Nacional de Corea del Sud, en un escó assignat per representació proporcional.
El setembre de 2020 Yoon va ser suspesa del Partit Demòcrata després de ser acusada per la fiscalia d'un districte del Seül de vuit càrrecs, entre ells frau, malversació i abús de confiança, per malversar donacions i subvencions del govern de l'organització de defensa de les dones de conhort que dirigia.

## Educació
Yoon va néixer a Namhae, província de Gyeongsang del Sud, en 1964. Es va graduar en la Universitat de Hanshin en 1987 i va obtenir un màster en benestar social en la Universitat Ewha Womans en 2007.

## Suport a la causa
Des de la dècada de 1990, Yoon ha estat la líder del Consell Coreà per a les Dones Esclavitzades per a l'Esclavitud Sexual Militar pel Japó, ara anomenat Consell Coreà per a la Justícia i el Record dels Problemes de l'Esclavitud Sexual Militar pel Japó (en coreà: 일본군성노예제 문제해결을 위한 정의기억연대). L'organització es va crear en 1990 per a defensar els drets de les antigues dones de conhort. Des de gener de 1992, el consell ha organitzat més de 1.000 concentracions setmanals davant de l'ambaixada japonesa a Seül per a conscienciar sobre el problema de la violència de guerra contra les dones. El grup ha demanat al govern japonès que presenti una disculpa formal i una compensació a les antigues dones de conhort.
El llibre de Yoon sobre el tema, 20 Years of Wednesdays: The Unshakable Hope of the Halmoni - Former Japanese Military Comfort Women (20년간의 수요일 : 일본군 '위안부' 할머니들이 외치는 당당한 희망), es va publicar en 2010 en coreà, i es va traduir al japonès a l'any següent. Una continuació en 2016, 25 Years of Wednesdays (25 년간의 수요일), incloïa informació sobre el nou acord entre els governs coreà i japonès per a resoldre pacíficament la qüestió. En 2019 es va publicar una traducció a l'anglès realitzada per Koeun Lee.
Yoon va crear el Museu de Drets Humans de la Guerra i la Dona a Seül en 2012. També ha estat diputada fundadora de la Fundació de Dones de Corea i directora executiva del Subcomitè de Dones del Moviment de Reunificació Nacional. Yoon apareix en The Apology, un documental dirigit per Tiffany Hsiung en el qual apareixen les antigues dones de conhort Gil Won-Ok, Adela Reyes Barroquillo i Cao Hei Mao.

## Eleccions
El 15 d'abril de 2020, Yoon va ser triada per a un escó de l'Assemblea Nacional de representació proporcional com a candidata del Partit de la Plataforma, un partit satèl·lit del Partit Democràtic de Corea.

## Polèmica
El maig de 2020, Lee Yong-soo, una supervivent de les dones de conhort de noranta-un anys, va acusar Yoon de no utilitzar les donacions públiques en benefici de les víctimes de les dones de conhort. En una roda de premsa, Lee Yong-soo va acusar Yoon i a la seva organització d'explotar financera i políticament a les supervivents durant trenta anys. Lee també va declarar que Yoon "no ha de convertir-se en membre de l'Assemblea Nacional. Ella ha de resoldre primer aquest problema". Lee va declarar que no donava suport a la candidatura parlamentària de Yoon i la va acusar de mentir sobre el seu suport durant les eleccions.
Com a conseqüència, el fiscal general de Corea, Yoon Seok-youl, va ordenar una recerca sobre el Consell Coreà per a la Justícia i el Record per les acusacions de frau financer i malversació de fons. Cho Hae-jin, diputat del Partit del Futur Unit, va plantejar que Yoon podria haver estat utilitzant les donacions destinades a les dones de conhort per a fins personals, mentre que altres legisladors li han demanat que dimiteixi del seu escó. No obstant això, els representants del governant Partit Democràtic, del qual Yoon és diputada electe, van decidir esperar al resultat de la recerca dels fiscals.
El setembre de 2020, els fiscals van acusar formalment a Yoon de càrrecs com a frau, malversació i abús de confiança. A més, Yoon ha estat acusat de quasi frau contra Gil Won-ok, una altra supervivent que, segons la fiscalia, pateix demència, la qual cosa Yoon va aprofitar per a pressionar-la perquè donés un total de 79,2 milions de wons al Consell Coreà entre novembre de 2017 i gener de 2020.
Només llavors, el Partit Democràtic va suspendre l'afiliació al partit de la diputada Yoon Mee-hyang, que va arribar a ser legisladora proporcional gràcies a la seva trajectòria de suport a les supervivents de les dones de conhort.